# 祇園会館
祇園会館（ぎおんかいかん）は、 京都府京都市東山区にある劇場。座席数：502席。

## 概要
吉本興業が運営する「よしもと祇園花月」の公演が行われるほか、毎年11月には名物の祇園をどりの開催地となる。また、隔年に開催される京都映画祭の会場としても使用されている。
過去には名画座として二本立ての映画上映をしていた（後述）。
外壁には1958年（昭和33年）の開館当時から残されているタイル壁画があり、外観上の特徴となっている。
- 所在地 京都府京都市東山区祇園町北側323　（東大路通り沿い、八坂神社近く）

## 映画上映
2012年3月30日まで、映画館として運営されていた。
二本立て興行、飲食物もちこみ自由、入れ替えなし、途中入退場自由という昭和のレトロなスタイルを保ち続けた日本国内の中でも稀有な名画座であった。上映内容は邦画、ハリウッド娯楽ものなど過去の人気作品を幅広く取り上げ、ジャンルにこだわらず上映された。なお、館内ではポップコーン（塩のみ）が売られていた。
2011年5月3日からは「よしもと祇園花月」の公演が始まり、映画は平日のみの上映となった。その後、2012年3月30日に映画上映を終了した。最後の上映作品は『三銃士/王妃の首飾りとダ・ヴィンチの飛行船』と『猿の惑星: 創世記』。

## 交通アクセス
- 京阪本線 祇園四条駅下車徒歩5分
- 阪急京都線 京都河原町駅下車徒歩10分